# Кондратовский сельский совет (Сумский район)
Кондратовский сельский совет (укр. Кіндратівська сільська рада) — входит в состав
Сумского района
Сумской области
Украины.
Административный центр сельского совета находится в 
с. Кондратовка.

## Населённые пункты совета
- с. Кондратовка
- с. Константиновка
- с. Перше Травня
- с. Степовое